# Cunninghams Samoa-Völkerschau 1889–1891

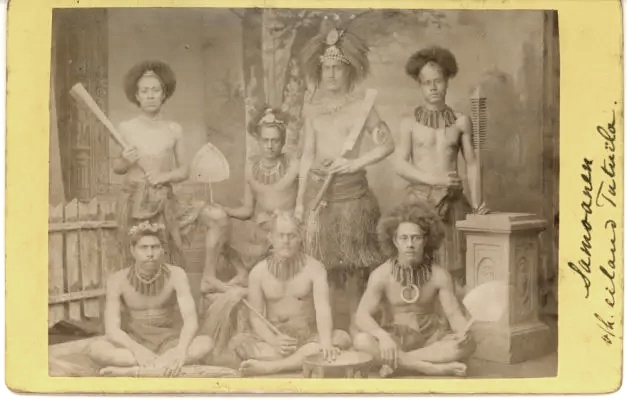
Ernst Thiele: Sieben Männer der Samoa-Völkerschau, ohne Ortsangabe, Foto von 1890

Cunninghams Samoa-Völkerschau 1889–1891 war eine Völkerschau (im heutigen Sprachgebrauch auch Menschenzoo), bei der eine Gruppe von neun Samoanern und einer Samoanerin in Nordamerika und Europa zur Schau gestellt wurde.
Veranstalter der Schau war Robert A. Cunningham (1837–1907) aus Kanada, der die Gruppe im Juni 1989 anwarb und anschließend zunächst in den USA und anschließend in Europa zur Schau stellte. Nur vier Personen überlebten die Völkerschau-Tournee.

## Vorgeschichte

### Der Impresario R. A. Cunningham
Der sich nach seinem Vorbild des US-amerikanischen Schaustellers und Zirkuspioniers P. T. Barnum mit seinen Initialen abkürzende R. A. Cunningham aus Kanada gilt in der Forschung als „Prototyp des schlechten, rücksichtslosen Völkerschau-Impresarios“, der ausschließlich auf Profit aus war. Schon zu seinen Lebzeiten galt er – nicht zuletzt aufgrund seiner Selbstinszenierung – als „Menschenjäger“ und „Freak-Catcher“. Cunningham hatte 1883 eine Gruppe von neun „Aborigines“ entführt und sie in Nordamerika und Europa zur Schau gestellt. Sechs indigene Australier starben im Laufe der über vier Jahre dauernden Völkerschau-Tournee.

### Anwerbung
Cunningham hielt sich im Juni 1889 auf den Samoa-Inseln auf, um eine Völkerschau-Gruppe anzuwerben. Die Inselgruppe stand damals im Fokus verschiedener Kolonialmächte, darunter auch das Deutsche Reich und die USA. Anfang 1889 hatte ein Hurrikan sechs amerikanische und deutsche Kriegsschiffe in der Bucht von Apia vor der Insel Upolu zerstört. Cunningham warb in seinem Prospekt damit, dass der zur Völkerschau-Gruppe gehörende Häuptling Manogi an der Bergung der deutschen Kriegsschiffe Adler und Eber beteiligt gewesen sei.
Trotz des Widerstands des Samoa-Häuptlings Mata’afa (auch Malietoa) und der örtlichen Behörden gelang es Cunningham, eine Gruppe von neun Männern von der nahegelegenen Insel Tutuila anzuwerben. Er handelte einen Dreijahresvertrag aus, in dem er sich verpflichtete, ihre Ausgaben zu übernehmen, sie mit der notwendigen Kleidung zu versorgen, jedem 12,50 Dollar pro Monat zu zahlen und sie nach Ablauf ihres Vertrags nach Hause zurückzubringen.

### Gruppe der Samoaner
Zur von Cunningham als „Samoan Warriors“ beworbenen Gruppe der Saomaner gehörten anfangs vermutlich neun Männer und eine Frau. Die Frau hieß Prinzessin Silaulii. Von ihr ist ein Foto während des Aufenthaltes in Chicago überliefert. Laut Rudolf Virchow sei sie während des Aufenthaltes in den USA „wieder nach Hause gereist“. Die Männer trugen ihre Eigennamen: Häuptling Manogi, Autofau, Fu, Leasusu, Mua, Letuugaifo, Lealofi, Foi und Tasita.

## Verlauf der Völkerschau
Über den Verlauf der Völkerschau gibt es nur eine lückenhafte Überlieferung. Zuerst stellte Cunningham die Gruppe in San Francisco zur Schau, anschließend dann in Chicago und in New York, wo sie am 18. Oktober 1889 zum ersten Mal im Koster and Bail’s Theatre auftrat. Von dort reiste Cunningham mit der Gruppe nach Europa, wo er im November eine Tournee durch mehrere Städte startete. Zuerst wurden die Samoaner ab November 1889 in Umlauffs Weltmuseum in Hamburg gezeigt. Nach einer Winterpause war die zweite Station Brüssel. Während des dortigen Aufenthaltes verstarb Autofau. Ihm wurde die tätowierte Haut des Unterkörpers abgezogen und konserviert. Anschließend kam die Samoa-Völkerschau im April 1890 nach Köln, worüber die Kölnische Zeitung ausführlich berichtete:

„Die Samoaner-Truppe hat gestern in Castan's Panopticum hierselbst ihre Vorstellungen eröffnet. Hr. R. A. Cunningham brachte die Gesellschaft im Spätsommer vorigen Jahres zuerst nach Europa und hat mit der Vorstellung derselben in Hamburg und Brüssel bisher großen Beifall gefunden. Führer der Samoaner ist ein Häuptling, Atafau, welcher im März v. J. an der Rettung der Mannschaften der bei Apia gescheiterten Kriegsschiffe Adler und Eber sich hervorragend betheiligte. Sämmtliche Mitglieder der ursprünglich aus neun Männern bestehenden Truppe waren in Brüssel an der Influenza erkrankt, wodurch ihre Ankunft in Köln sich verzögerte; einer ist noch krank in Brüssel zurückgeblieben. Die hier anwesenden acht Samoaner sind durchgängig hübsche, kräftige Gestalten und fünf Fuß vier bis zehn Zoll groß. Sie haben schmale Hüften, breite Schultern und starke, muskulöse, aber wohlgeformte Glieder. Die bronzefarbigen Körper sind stark geölt und von den Hüften bis zu den Knieen tättowirt, indeß mit einem bunten Gewandstück aus Maulbeerbast bedeckt. Einige Leute haben einen recht intelligenten Gesichtsausdruck, und ihre Köpfe sind mit einem prächtigen, schwarzbraunen Haarbusch geziert. Wir haben hier keine „Wilden“ im vollen Sinne des Wortes vor uns; das Christenthum ist bei den Samoanern schon seit langem eingeführt, und außerdem steht dieser Volksstamm in lebhaftem Verkehr mit den auf den Inseln lebenden Europäern und Americanern. Daß die Samoaner-Truppe auch schon von der europäischen Cultur beleckt ist, beweist der Anflug von Schnurrbart in den sonst glatt rasirten Gesichtern sowie ihre Gewohnheit, nach Schluß der Vorstellung von den einzelnen Anwesenden durch einen freundlichen Händedruck sich zu verabschieden. Die ersten Programm-Nummern bilden vom Trommelschlag begleitete Kriegsgesänge, wobei sie auch ihre körperliche Geschmeidigkeit durch lebhafte Arm- und Kopf-Bewegungen an den Tag legen. Ihr Tanz besteht aus phantastischen Schritten, bald rückwärts, bald vorwärts sich drehend und wendend, wobei wiederum die Handbewegung mit militairischer Genauigkeit ausgeführt werden. Eine sehr interessante Nummer ist das Stockfechten, welches mit wilder Leidenschaft und doch mit erstaunlicher Genauigkeit ausgeführt wird. Ein Samoaner zeigte auch eine große Gewandtheit im Messerschwingen und könnte darin manchem europäischen Jongleur Concurrenz bieten. In dieser Samoaner-Truppe hat Köln eine neue Sehenswürdigkeit erhalten.“

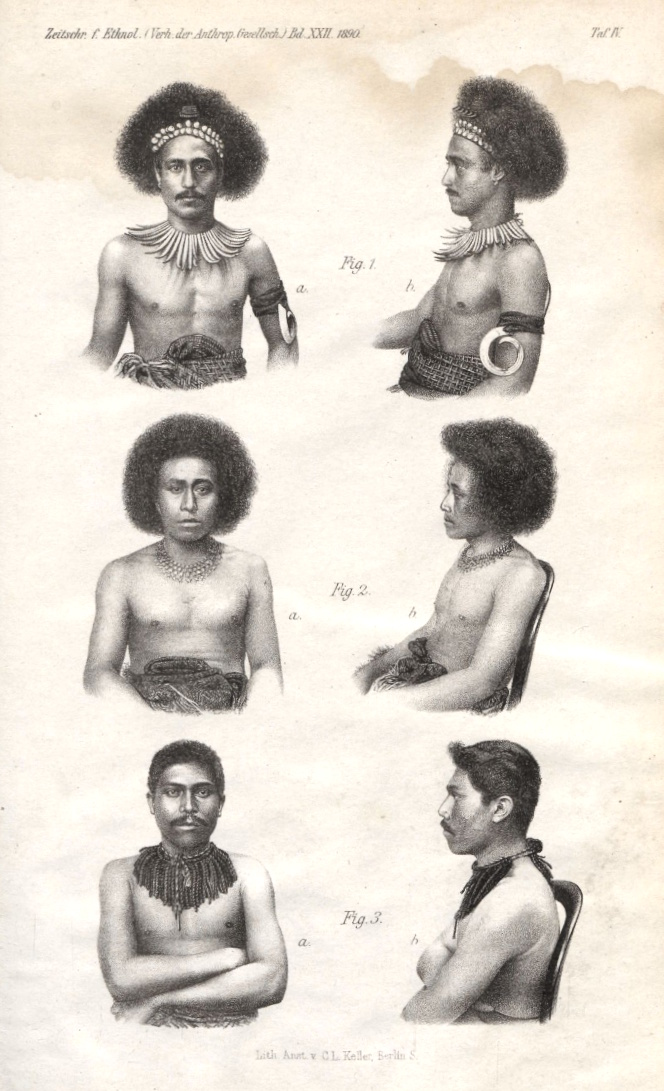
C. L. Keller: Abbildung zum Vortrag von Rudolf Virchow am 21. Juni 1890 während des Aufenthaltes der Samoa-Völkerschau in Berlin.

In Köln verstarb Fu. Die sieben überlebenden Samoaner wurden im Juni nach Berlin gebracht, wo sie in Castans Panoptikum auftraten und von Rudolf Virchow untersucht und am 21. Juni 1890 in einem Vortrag vorgestellt wurden. Anschließend wurde die Gruppe im Frankfurter Zoo gezeigt. Große Beachtung in der Presse fand ein Vorfall im Juli 1890, als zwei der Samoaner, Leasusu und Lealofi, die Völkerschau-Gruppe während des Aufenthaltes in Halle verließen.

„Die beiden Samoaner, die von hier ihrem Manager Mr. Cunningham durchgebrannt waren, haben sich in Charlottenburg einstweilen häuslich niedergelassen und kommen häufig nach Berlin, um die Annehmlichkeit der Residenz zu genießen. Eine Verhaftung derselben oder zwangsweise Zurückführung ist nach ihrem Kontrakt mit Mr. Cunningham nicht möglich. Demselben steht nur eine Klage im Wege des Civilprozesses zu. Die Veranlassung zu ihrer Flucht aus Halle gab, wie ein Berliner Blatt wissen will, der Ruf einer für Samoabraun schwärmenden Dame in Charlottenburg, die sie wieder aufgesucht und auf deren Wunsch sie auch ihre gewaltigen Haarmähnen unter der Scheere des Barbiers fallen ließen. Der Mann jener Dame will sich für ihr ferneres Unterkommen bezw. ihre Rückkehr nach Samoa verpflichten, Mr. Cunningham fordert jedoch 50,000 Mk. Schadenersatz.“

Laut Roslyn Poignant verstarb kurz darauf Max Hauske, der Ehemann der „Dame in Charlottenburg“, weshalb eine Autopsie angeordnet wurde. Leasusu und Lealofi hätten schließlich auf Kosten von Frau Hauske die Heimreise nach Samoa angetreten. Ob Cunningham sich mit seiner Schadensersatzforderung durchsetzte, ist nicht überliefert. Er kehrte kurz darauf mit der Gruppe der restlichen fünf Samoaner zurück nach New York. Dort trennte sich Cunningham von der Gruppe und übergab sie einem Agenten namens Marshall mit den Worten: „I’ve got all out of them that I could. Now you take them and see what you can do“. Außerdem habe Cunningham ihnen weniger Geld als vereinbart ausgezahlt. Marshall reiste mit der Gruppe im Herbst und Winter 1890/91 durch verschiedene US-amerikanische Städte. Latuugaifo starb in Denver an Schwindsucht. Sein Leichnam wurde einbalsamiert und ausgestellt. Nach der Tournee soll Marshall die Gruppe in New York ausgesetzt und dort ihrem Schicksal überlassen haben. Manogi, Tasita, Mua und Foi waren schwer erkrankt und in einem schlechten gesundheitlichen Zustand. Ein Journalist der New York World mit Nachnamen Jones berichtete über ihre Notlage. Daraufhin beauftragte ihn die amerikanische Regierung Jones, die Samoaner nach Hause zu bringen. Das Finanzministerium übernahm die Hälfte der entstehenden Kosten. Manogi starb auf der Rückreise in einem Pullman Palace-Eisenbahnwaggon. Jones ließ ihn in Rawlins in Wyoming beerdigen. Neben der Prinzessin Silaulii überlebten  nur Tasita, Mua und Foi die Völkerschau und kehrten nach Tutuila zurück.

## Forschungsstand
Die australische Anthropologin Roslyn Poignant (1927–2019) veröffentlichte 2004 die Monographie Professional Savages. Captive Lives and Western Spectacle, in der sie ihre über zwei Jahrzehnte dauernde Recherche zu Robert A. Cunningham und seinen drei Völkerschau-Tourneen darstellt. Außer der Monographie von Poignant haben Cunninghams Völkerschauen nur relativ wenig Niederschlag in der Völkerschau-Forschung gefunden. Es gibt bislang keine umfassende deutschsprachige Darstellung, sondern nur punktuelle Erwähnungen.

### Zeitgenössische Literatur
- R. A. Cunningham: Beschreibung der Samoa-Krieger unter Führung ihres Häuptlings Manogi auf ihrer Reise um die Welt. Verlag Adolph Friedländer, Hamburg 1890.
- Rudolf Virchow: Hr. Virchow stellt der Gesellschaft vor eine Anzahl von Samoanern. (Sitzung vom 21. Juni 1890) In: Verhandlungen der Berliner Gesellschaft für Anthropologie, Ethnologie und Urgeschichte, Jg. 1890, S. 387–394.